# United SC
Der Prayag United Sports Club ist ein indischer Fußballverein aus Kalkutta, Westbengalen. Ursprünglich wurde der Verein im Jahr 1927 als Everready Association gegründet, wurde jedoch im Jahr 2006 umbenannt, weil der Verein von der Chirag Sports Pvt. Ltd übernommen wurde. Juni 2011 gab Chirag Sports Pvt. Ltd bekannt, dass die Partnerschaft enden wird. Der Verein wurde in United Sports Club umbenannt. Am 3. August 2011 wurde bekannt gegeben, dass der United Sports Club mit der Prayag Gruppe einen Sponsorenvertrag hat. Am 7. August 2011 wurde der United Sports Club offiziell umbenannt in Prayag United Sports Club.
Als Spielstätte dient das Yuba Bharati Krirangan mit einer Kapazität von 68.000 Plätzen, während die Mannschaft im Bidhan Nagar Sports Complex trainiert.
In der Saison 2008/2009 stieg der Verein in der I-League auf und konnte die Klasse mit Platz acht erfolgreich halten.